# Tenk
Tenk is een plaats (község) en gemeente in het Hongaarse comitaat Heves. Tenk telt 1199 inwoners (2002).